# II. Meriré
Meriré (a szakirodalomban II. Meriré, hogy megkülönböztessék az ugyanebben a korban élt azonos nevű főpaptól) ókori egyiptomi hivatalnok a XVIII. dinasztia idején. Ahet-Atonban (ma: El-Amarna) fennmaradt magánsírjának  díszítései fontos történelmi dokumentumnak számítanak.
Meriré címei: királyi írnok, háznagy, a két kincstár elöljárója, Nofertiti királyi háremének felügyelője. Ugyanazt a pozíciót tölthette be Nofertiti mellett, mint Huja az anyakirályné, Tije szolgálatában; talán nem véletlen, hogy sírja is a Hujáé mellett fekszik.

## Sírja
Sírja a királysírnak helyet adó váditól északra elhelyezkedő hat sír, az ún. Északi sírok közül az EA2. Az egyenes tengelyű sír nyugat-keleti tájolású és az amarnai sírokra jellemző alaprajzú: az első folyosó oszlopos külső csarnokba vezet, innen újabb folyosó vezet a belső csarnokba, majd innen egyenesen a szentély nyílik. A sírban több ábrázolás is rendkívül jelentős. Ez az egyetlen sír, amelyben ábrázolják Szemenhkarét és Meritatont, mint királyi párt, egyben ebben a sírban látható Ehnaton teljes családjának utolsó ábrázolása, a 12. év második hónapjából (az idegen adók szemléjének legteljesebb ismert ábrázolásán).